# Jakszty
Jakszty (biał. Якшты; ros. Якшты) – wieś na Białorusi, w obwodzie witebskim, w rejonie brasławskim, w sielsowiecie Widze.

## Historia
W czasach zaborów w granicach Imperium Rosyjskiego.
W 1866 wieś włościańska, liczyła 83 mieszkańców.
W dwudziestoleciu międzywojennym wieś leżała w Polsce, w województwie nowogródzkim (od 1926 w województwie wileńskim), w powiecie dziśnieńskim (od 1926 w powiecie brasławskim), w gminie Bohiń.
Według Powszechnego Spisu Ludności z 1921 roku wieś zamieszkiwało 161 osób, wszystkie były wyznania prawosławnego i zadeklarowały białoruska przynależność narodową. Było tu 36 budynków mieszkalnych. W 1931 w 33 domach zamieszkiwały 192 osoby.
Wierni należeli do parafii rzymskokatolickiej w Wasiewiczach i prawosławnej w Kozianach. Miejscowość podlegała pod Sąd Grodzki w Opsie i Okręgowy w Wilnie; właściwy urząd pocztowy mieścił się w Kozianach.